# Pardosa plumipedata
Pardosa plumipedata là một loài nhện trong họ Lycosidae.
Loài này thuộc chi Pardosa. Pardosa plumipedata được Carl Friedrich Roewer miêu tả năm 1951.